# La Lima
La Lima es un municipio del departamento de Cortés en la República de Honduras.

## Toponimia
Su nombre proviene de la abundancia de árboles de lima y además del segundo nombre de Santa Rosa de Lima, patrona del lugar.

## Límites
| Orientación | Límite                              |
| ----------- | ----------------------------------- |
| Norte       | Municipio de Choloma, Cortés        |
| Sur         | Municipio de San Manuel, Cortés     |
| Este        | Municipio de El Progreso, Yoro      |
| Oeste       | Municipio de San Pedro Sula, Cortés |

La Lima tiene una extensión territorial de 116 km². La zona urbana es de 42.5 km² y la zona rural; la cual es en su mayor parte territorio bananero, es de 73.5 km². El código municipal es 0512.
Geográficamente, La Lima enlaza a las ciudades de San Pedro Sula y El Progreso.
Muy cercano a La Lima se encuentra el Aeropuerto Internacional Ramón Villeda Morales, más importante de Honduras.

## Historia
En 1871, se funda La Lima como parte del Municipio de San Manuel.
Luego pasó a formar parte del Municipio de San Pedro Sula, y posteriormente, La Lima obtuvo el título de Villa.
En 1981, La Lima fue declarada Municipio.

## Población
| Año  | Hombres | Mujeres | TOTAL |
| ---- | ------- | ------- | ----- |
| 1988 | 21475   | 22308   | 43783 |
| 2001 | 25789   | 27805   | 53594 |
| 2013 | 34209   | 37701   | 71910 |

## División Política
Aldeas: 4 (2013)
Caseríos: 39 (2013)
| Código | Aldea            |
| ------ | ---------------- |
| 051201 | La Lima          |
| 051202 | Cruz de Valencia |
| 051203 | El Paraíso       |
| 051204 | Flor de Oriente  |

## Deportes
El CD Parrillas One Tiene su propio estadio construido en esa ciudad.